# کلینگس
کلینگس (به آلمانی: Klings) یک منطقهٔ مسکونی در آلمان است که در کالتن‌نوردهایم واقع شده است. کلینگس ۴۶۴ نفر جمعیت دارد.